# Гилл, Флоренс
Флоренс Гилл (англ. Florence Gill; 27 июля 1877, Лондон — 19 февраля 1965, Вудленд-Хиллз) — американская актриса озвучивания.
Флоренс Гилл была наиболее известна по озвучке мультфильмов Уолта Диснея. Она озвучила Маленькую мудрую курочку в одноимённом мультфильме и Клару Клак в мультфильмах «Концерт для сироток» и «Час симфонии».
Флоренс Гилл умерла 19 февраля 1965 года, и была кремирована в Лос-Анджелесе, Калифорния.

## Избранная фильмография
| Год  |    | Русское название         | Оригинальное название | Роль                        |
| ---- | -- | ------------------------ | --------------------- | --------------------------- |
| 1934 | мф | Весёлые зайчата          | Funny Little Bunnies  | куры                        |
| 1934 | мф | Маленькая мудрая курочка | The Wise Little Hen   | Маленькая мудрая курочка    |
| 1934 | мф | Концерт для сироток      | Orphan’s Benefit      | Клара Клак                  |
| 1935 | ф  | Путь вниз на восток      | Way Down East         | женщина на вечеринке        |
| 1942 | мф | Час симфонии             | Symphony Hour         | Клара Клак                  |
| 1942 | ф  | Я женился на ведьме      | I Married a Witch     | женщина, играющая в шахматы |
| 1951 | мф | Необычный цыплёнок       | Chicken in the Rough  | курица                      |